# Mietałłurg Nowokuźnieck
Mietałłurg Nowokuźnieck (ros. Металлург Новокузнецк) – rosyjski klub hokeja na lodzie z siedzibą Nowokuźniecku.

## Historia
Dotychczasowe nazwy
- Mietałłurg Stalinsk (1949–1961)
- Mietałłurg Nowokuźnieck (1961-)

Mietałłurg Nowokuźnieck przystąpił do rozgrywek Kontyntentalnej Hokejowej Ligi (KHL) od jej powstania w 2008. W historii KHL zespół okupował regularnie najniższe miejsca w końcowej tabeli rozgrywek. W sezonie 2008/2009 Mietałłurg zajął 21 miejsce, zaś w sezonach 2009/2010 i w 2010/2011 plasował się na ostatniej pozycji (odpowiednio 24 i 23). W sezonie KHL (2011/2012) klub ponownie nie zdołał awansować do fazy play-off i został sklasyfikowany na 17. miejscu w całej lidze (na 23 drużyny). Aleksandr Blinow, a w styczniu nowym szkoleniowcem został Jewgienij Popichin. W sezonie KHL (2012/2013) drużyna nie zakwalifikowała się do fazy play-off i została sklasyfikowana na 21. miejscu w lidze. W sezonie KHL (2014/2015) zajął 27. miejsce (na 28), a w edycjach KHL (2015/2016) ostatnie 28. i KHL (2016/2017) także ostatnie 29.
Do 2017 Mietałłurg występował w KHL w Dywizji Czernyszowa w Konferencji Wschód. Decyzją władz KHL z maja 2017 klub został usunięty z rozgrywek wobec sklasyfikowania w zakresie wszystkich parametrów wśród uczestników ligi. Po tej decyzji władze klubu zdecydowały o podjęciu starań celem przyjęcia do rozgrywek WHL, co zakończyło się pozytywnie.
W trakcie występów Mietałłurga w KHL jego zespołami farmerskim zostały kolejno drużyny występujące w rozgrywkach WHL: Ariada-Akpars Wołżsk, do 2012 Jermak Angarsk, następnie Zauralje Kurgan. Drużyną juniorską został zespół Kuznieckie Miedwiedi Nowokuźnieck występujący w KHL.

## Sukcesy

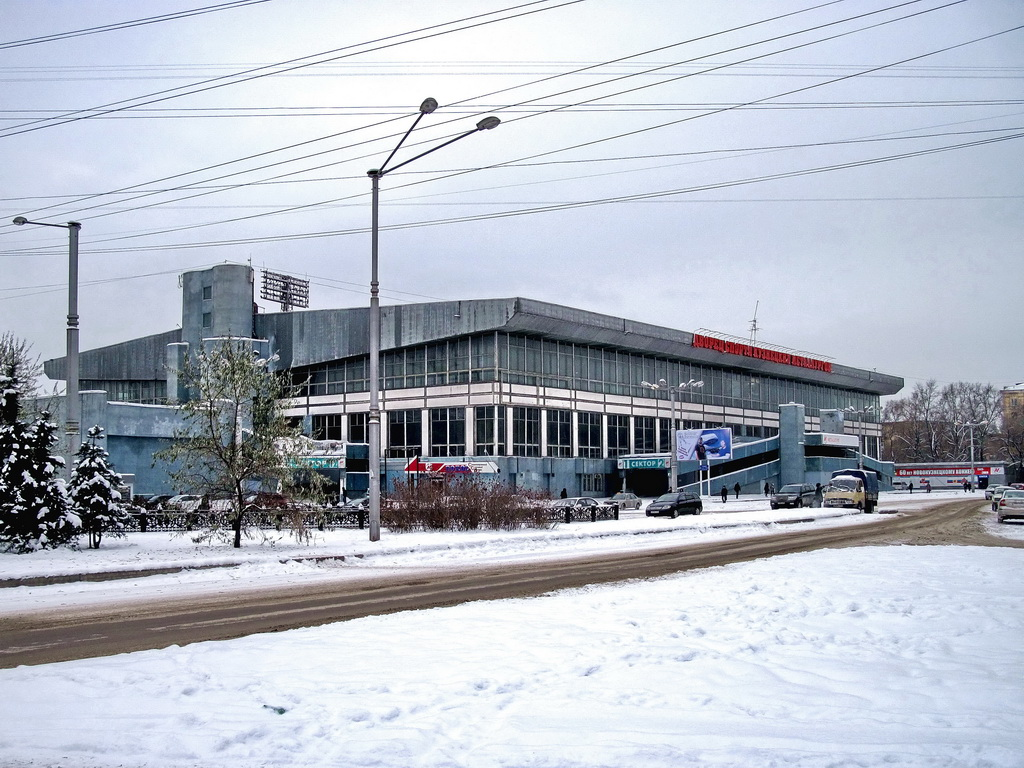
Lodowisko klubu

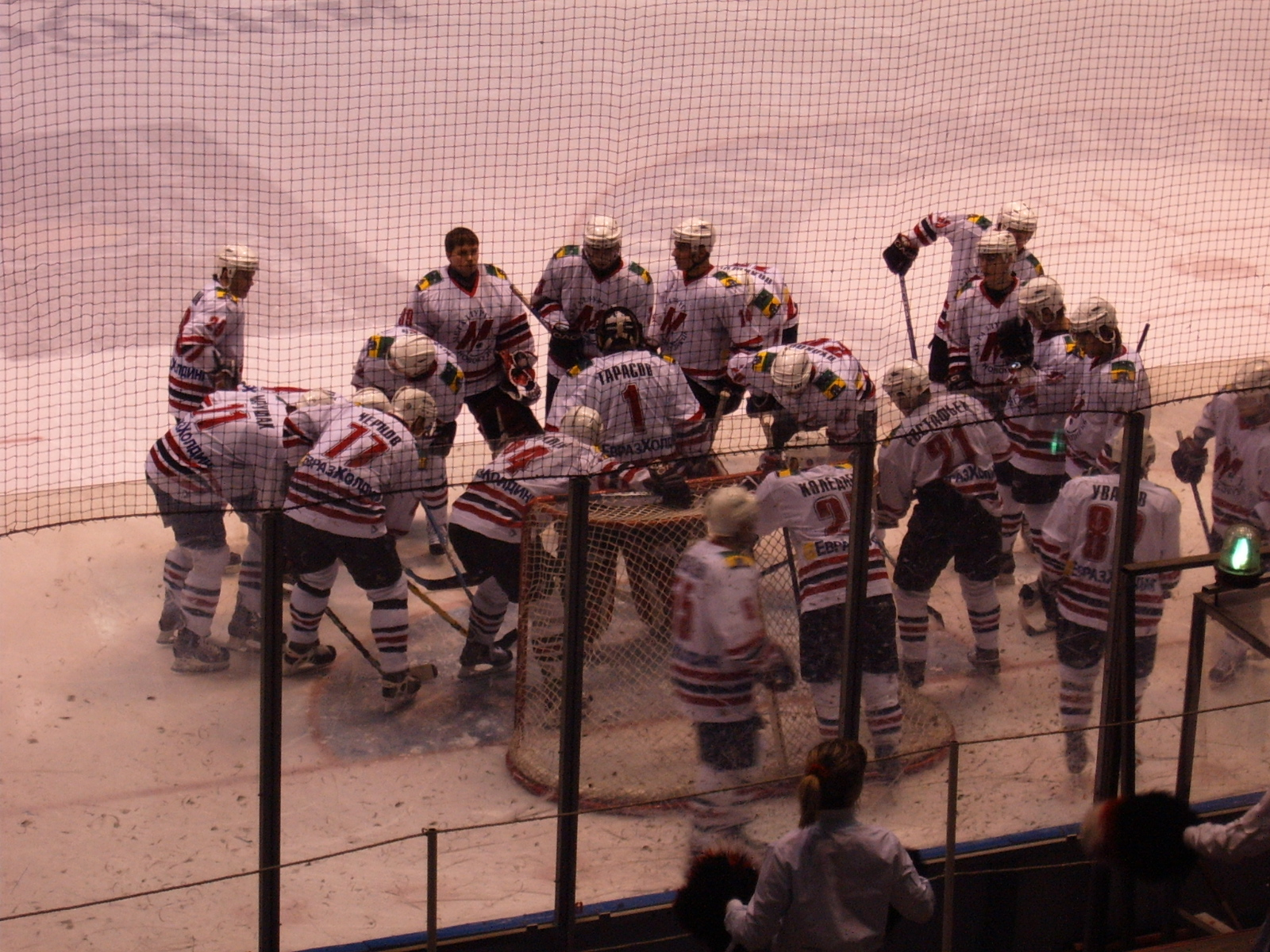
Zawodnicy klubu (2005)

- Złoty medal Rosyjskiej FSRR: 1960
- Srebrny medal Rosyjskiej FSRR: 1971
- Złoty medal wyższej ligi: 1960, 1966
- Złoty medal pierwej ligi: 1987, 1989
- Pierwsze miejsce w Turnieju Barbórkowym: 1967[14]
- Finał o Puchar Pietrowa: 2021
- Srebrny medal WHL: 2021
- Brązowy medal WHL: 2023
- Puchar Jedwabnego Szlaku – pierwsze miejsce w sezonie zasadniczym WHL: 2025

## Szkoleniowcy
W latach 2010–2013 trenerem klubu był Anatolij Jemielin. W marcu 2013 roku jego następcą został Aleksandr Kitow, a w maju jego asystentem były hokeista Gierman Titow. Na początku października 2013 Kitow został zwolniony, a pierwszym trenerem został Titow, który prowadził zespół do marca 2015. Jego następcą został Nikołaj Sołowjow. W styczniu 2014 dyrektorem sportowym został Walerij Zielepukin. W lipcu 2016 dyrektorem generalnym został były zawodnik klubu, Siergiej Zinowjew. Do nowego sztabu trenerskiego weszli: Siergiej Bierdnikow (I), Andriej Ewstafjew (II), Wiktor Diemczenko (trener bramkarzy). W marcu 2017 trenerem został Ukrainiec Wadym Szachrajczuk, a w czerwcu tego trenerem bramkarzy został jego rodak, Kostiantyn Simczuk. We wrześniu 2017 ze stanowisk odeszli Zinowjew i sztab trenerski trenera Szachrajczuka, a nowym trenerem został Anatolij Chomenko, który w maju 2018 przedłużył umowę z klubem. We wrześniu 2017 asystentami Chomenki zostali inni Ukraińcy Jewhen Syczenko i Ihor Karpenko (drugi z nich odszedł w połowie 2018).
W maju 2020 trenerem Mietałłurga został Leonīds Tambijevs. Wtedy do sztabu wszedł Alaksandr Żuryk. W lutym 2021 Tambijevs odszedł z pracy w klubie. 1 czerwca 2021 ogłoszono odejście trenera Jewgienija Popichina i zaangażowanie w jego miejsce Eduarda Zankawca (do sztabu weszli jego rodacy Siarhie Hromau i Andrej Kudzin). Po zakończeniu sezonu 2021/2022 odszedł Zankawiec i członkowie jego sztabu w tym Kudzin. W kwietniu 2022 nowym szkoleniowcem został ogłoszony Siergiej Rieszetnikow. W lipcu 2022 do sztabu wszedł Aleksandr Prokopjew. W styczniu 2023 nowym szkoleniowcem bramkarzy został Dmitrij Jaczanow. Wiosną odeszli Prokopjew i Pierow. W maju 2023 głównym trenerem został Aleksiej Miedwiediew, a asystentami Jewgienij Fiodorow i Władimir Antipin. W sierpniu 2023 odszedł Antipin, a połowie października 2023 odszedł Miedwiediew i Dienis Bajew. Pod koniec grudnia 2023 nowym szkoleniowcem został Rawil Chajdarow, do pracy z obrońcami zatrudniono Artioma Siedunowa.